# Olympische Sommerspiele 1972/Leichtathletik – 1500 m (Männer)
Der 1500-Meter-Lauf der Männer bei den Olympischen Spielen 1972 in München wurde vom 8. bis zum 10. September 1972 im Olympiastadion München ausgetragen. 66 Athleten nahmen teil.
Olympiasieger wurde der Finne Pekka Vasala. Die Silbermedaille gewann der Kenianer Kipchoge Keino, Bronze ging an den Neuseeländer Rod Dixon.
Für die Bundesrepublik Deutschland – offiziell Deutschland – starteten Thomas Wessinghage, Bodo Tümmler und Paul-Heinz Wellmann. Alle drei überstanden die Vorläufe, Wessinghage und Tümmler schieden in ihren Halbfinals aus. Wellmann qualifizierte sich für das Finale und belegte dort Rang sieben.

Die DDR wurde durch Klaus-Peter Justus vertreten, der im Halbfinale ausschied.

Der Schweizer Werner Meier schied im Vorlauf aus.

Läufer aus Österreich und Liechtenstein nahmen nicht teil.

## Bestehende Rekorde
| Weltrekord         | 3:33,1 min | Jim Ryun ( USA)         | Los Angeles, USA               | 8. Juli 1967     |
| Olympischer Rekord | 3:34,9 min | Kipchoge Keino ( Kenia) | Finale OS Mexiko-Stadt, Mexiko | 20. Oktober 1968 |

Der bestehende olympische Rekord wurde bei diesen Spielen nicht erreicht. Im schnellsten Rennen, dem Finale, verfehlte Olympiasieger Pekka Vasala den Rekord um 1,4 Sekunden.

## Durchführung des Wettbewerbs
Die Athleten traten am 8. September zu insgesamt sieben Vorläufen an. Die jeweils vier Laufbesten – hellblau unterlegt – sowie die nachfolgend zwei Zeitschnellsten – hellgrün unterlegt – kamen ins Halbfinale am 9. September. Hieraus qualifizierten sich die jeweils drei Laufbesten – wiederum hellblau unterlegt – sowie der nachfolgend Zeitschnellste – hellgrün unterlegt – in das Finale am 10. September.

## Zeitplan
8. September, 16:45 Uhr: Vorläufe

9. September, 16:40 Uhr: Halbfinale

10. September, 15:35 Uhr: Finale

## Vorrunde
Datum: 8. September 1972, ab 16:45 Uhr

### Vorlauf 1
| Platz | Name                  | Nation         | Zeit       |
| ----- | --------------------- | -------------- | ---------- |
| 1     | Thomas Wessinghage    | BR Deutschland | 3:40,6 min |
| 2     | Dave Wottle           | USA            | 3:40,7 min |
| 3     | Jean-Pierre Dufresne  | Frankreich     | 3:40,8 min |
| 4     | Brendan Foster        | Großbritannien | 3:40,8 min |
| 5     | Donaldo Arza          | Panama         | 3:41,8 min |
| 6     | Iwan Iwanow           | Sowjetunion    | 3:42,3 min |
| 7     | Mehmet Tümkan         | Türkei         | 3:44,0 min |
| 8     | Mohamed Kacemi        | Algerien       | 3:45,2 min |
| 9     | Daniel Andrade        | Senegal        | 3:59,2 min |
| 10    | Dafallah Sultan Farah | Sudan          | 4:02,9 min |

### Vorlauf 2
| Platz | Name            | Nation           | Zeit       |
| ----- | --------------- | ---------------- | ---------- |
| 1     | Francesco Arese | Italien          | 3:44,0 min |
| 2     | Herman Mignon   | Belgien          | 3:44,2 min |
| 3     | Bodo Tümmler    | BR Deutschland   | 3:44,5 min |
| 4     | Gerd Larsen     | Dänemark         | 3:44,7 min |
| 5     | John Kirkbride  | Großbritannien   | 3:45,3 min |
| 6     | Filbert Bayi    | Tansania         | 3:45,4 min |
| 7     | Josef Horčic    | Tschechoslowakei | 3:45,7 min |
| 8     | Bill Smart      | Kanada           | 3:49,2 min |
| DNS   | Bram Wassenaar  | Niederlande      |            |
| DNS   | Kassem Hamzé    | Liberia          |            |

### Vorlauf 3
| Platz | Name                       | Nation        | Zeit       |
| ----- | -------------------------- | ------------- | ---------- |
| 1     | Shibrou Regassa            | Äthiopien     | 3:43,6 min |
| 2     | Spilios Zacharopoulos      | Griechenland  | 3:43,8 min |
| 3     | Henryk Szordykowski        | Polen         | 3:44,2 min |
| 4     | Pekka Päivärinta           | Finnland      | 3:44,4 min |
| 5     | André Dehertoghe           | Belgien       | 3:44,6 min |
| 6     | Petre Lupan                | Rumänien      | 3:44,8 min |
| 7     | Mohamed Makdouf            | Marokko       | 3:48,4 min |
| 8     | Abdul Wahab Naser Al-Safra | Saudi-Arabien | 4:14:5 min |
| DNS   | Benson Mulomba             | Sambia        |            |
| DNS   | Robert Leborgne            | Frankreich    |            |

### Vorlauf 4
| Platz | Name               | Nation      | Zeit       |
| ----- | ------------------ | ----------- | ---------- |
| 1     | Kipchoge Keino     | Kenia       | 3:40,0 min |
| 2     | Rod Dixon          | Neuseeland  | 3:40,0 min |
| 3     | Gunnar Ekman       | Schweden    | 3:40,4 min |
| 4     | Klaus-Peter Justus | DDR         | 3:40,4 min |
| 5     | Gianni Del Buono   | Italien     | 3:40,8 min |
| 6     | Werner Meier       | Schweiz     | 3:43,2 min |
| 7     | Muhammad Younis    | Pakistan    | 3:44,1 min |
| 8     | Vitus Ashaba       | Uganda      | 3:45,2 min |
| 9     | Jim Ryun           | USA         | 3:51,5 min |
| 10    | Billy Fordjour     | Ghana       | 4:08,2 min |
| DNS   | Jewgeni Arschanow  | Sowjetunion |            |

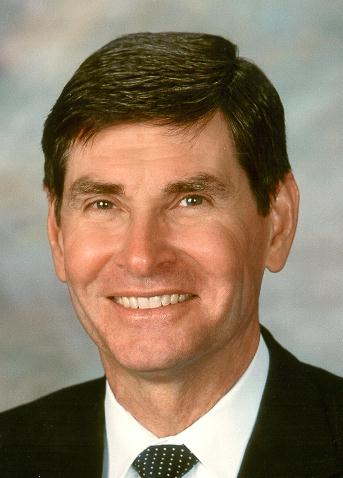
Jim Ryun (Foto: 2009), Weltrekordinhaber und 1968 Olympiazweiter, schied nach einem Sturz als Zehnter des vierten Vorlaufs aus

Nach ca. 1000 Metern kam es zu einem Zwischenfall, bei dem der Ghanaer Billy Fordjour dem amtierender Weltrekordler Jim Ryun aus den USA in die Ferse trat. Beide kamen zu Fall, rappelten sich auf und konnten das Rennen fortsetzen. Ryun, dessen Taktik es anfangs gewesen war, das Feld von hinten zu kontrollieren und in der letzten Runde nach vorne zu laufen, hatte nach dem Sturz keine Chance mehr. Er wurde Vorletzter und schied damit aus. Ein Protest des United States Olympic Committee wurde abgewiesen.

### Vorlauf 5
| Platz | Name                | Nation         | Zeit       |
| ----- | ------------------- | -------------- | ---------- |
| 1     | Hailu Ebba          | Äthiopien      | 3:41,6 min |
| 2     | Paul-Heinz Wellmann | BR Deutschland | 3:41,8 min |
| 3     | Ray Smedley         | Großbritannien | 3:42,1 min |
| 4     | Chris Fisher        | Australien     | 3:42,5 min |
| 5     | Frank Murphy        | Irland         | 3:43,4 min |
| 6     | Byron Dyce          | Jamaika        | 3:45,9 min |
| 7     | Cosmas Silei        | Kenia          | 3:52,0 min |
| 8     | Jože Međimurec      | Jugoslawien    | 3:52,1 min |
| 9     | Harry Nkopeka       | Malawi         | 4:00,9 min |
| 10    | Edward Kar          | Liberia        | 4:21,4 min |

### Vorlauf 6
| Platz | Name               | Nation             | Zeit       |
| ----- | ------------------ | ------------------ | ---------- |
| 1     | Pekka Vasala       | Finnland           | 3:40,9 min |
| 2     | Tom Hansen         | Dänemark           | 3:41,1 min |
| 3     | Bob Wheeler        | Vereinigte Staaten | 3:41,3 min |
| 4     | Haico Scharn       | Niederlande        | 3:41,4 min |
| 5     | Ulf Högberg        | Schweden           | 3:41,5 min |
| 6     | Edgard Salvé       | Belgien            | 3:42,1 min |
| 7     | Anthony Colón      | Puerto Rico        | 3:44,6 min |
| 8     | Édouard Rasoanaivo | Madagaskar         | 3:48,5 min |
| 9     | Jaiye Abidoye      | Nigeria            | 3:48,8 min |
| 10    | Mohamed Aboker     | Somalia            | 3:59,5 min |

### Vorlauf 7
| Platz | Name               | Nation      | Zeit       |
| ----- | ------------------ | ----------- | ---------- |
| 1     | Mike Boit          | Kenia       | 3:42,2 min |
| 2     | Tony Polhill       | Neuseeland  | 3:42,3 min |
| 3     | Wolodymyr Pantelej | Sowjetunion | 3:42,3 min |
| 4     | Jacky Boxberger    | Frankreich  | 3:42,6 min |
| 5     | Mansour Guettaya   | Tunesien    | 3:43,9 min |
| 6     | Fernando Mamede    | Portugal    | 3:45,1 min |
| 7     | Azzedine Azzouzi   | Algerien    | 3:46,4 min |
| 8     | Kenneth Elmer      | Kanada      | 3:46,6 min |
| 9     | Esaie Fongang      | Kamerun     | 3:54,5 min |
| 10    | Jimmy Crampton     | Birma       | 4:06,9 min |

## Halbfinale
Datum: 9. September 1972, ab 16:40 Uhr

### Lauf 1

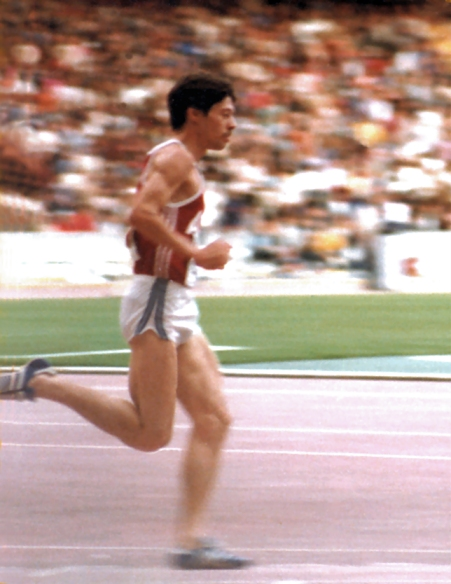
Thomas Wessinghage – ausgeschieden als Siebter des ersten Halbfinals
Ulf Högberg (links, bei den Europameisterschaften 1974) erreichte als Neunter des ersten Semifinals nicht den Endlauf

| Platz | Name                  | Nation         | Zeit       |
| ----- | --------------------- | -------------- | ---------- |
| 1     | Mike Boit             | Kenia          | 3:41,3 min |
| 2     | Wolodymyr Pantelej    | Sowjetunion    | 3:41,6 min |
| 3     | Tom Hansen            | Dänemark       | 3:41,6 min |
| 4     | Dave Wottle           | USA            | 3:41,6 min |
| 5     | Chris Fisher          | Australien     | 3:42,0 min |
| 6     | Gianni Del Buono      | Italien        | 3:42,0 min |
| 7     | Thomas Wessinghage    | BR Deutschland | 3:43,4 min |
| 8     | Spilios Zacharopoulos | Griechenland   | 3:43,5 min |
| 9     | Ulf Högberg           | Schweden       | 3:43,6 min |
| 10    | Hailu Ebba            | Äthiopien      | 3:43,7 min |

### Lauf 2

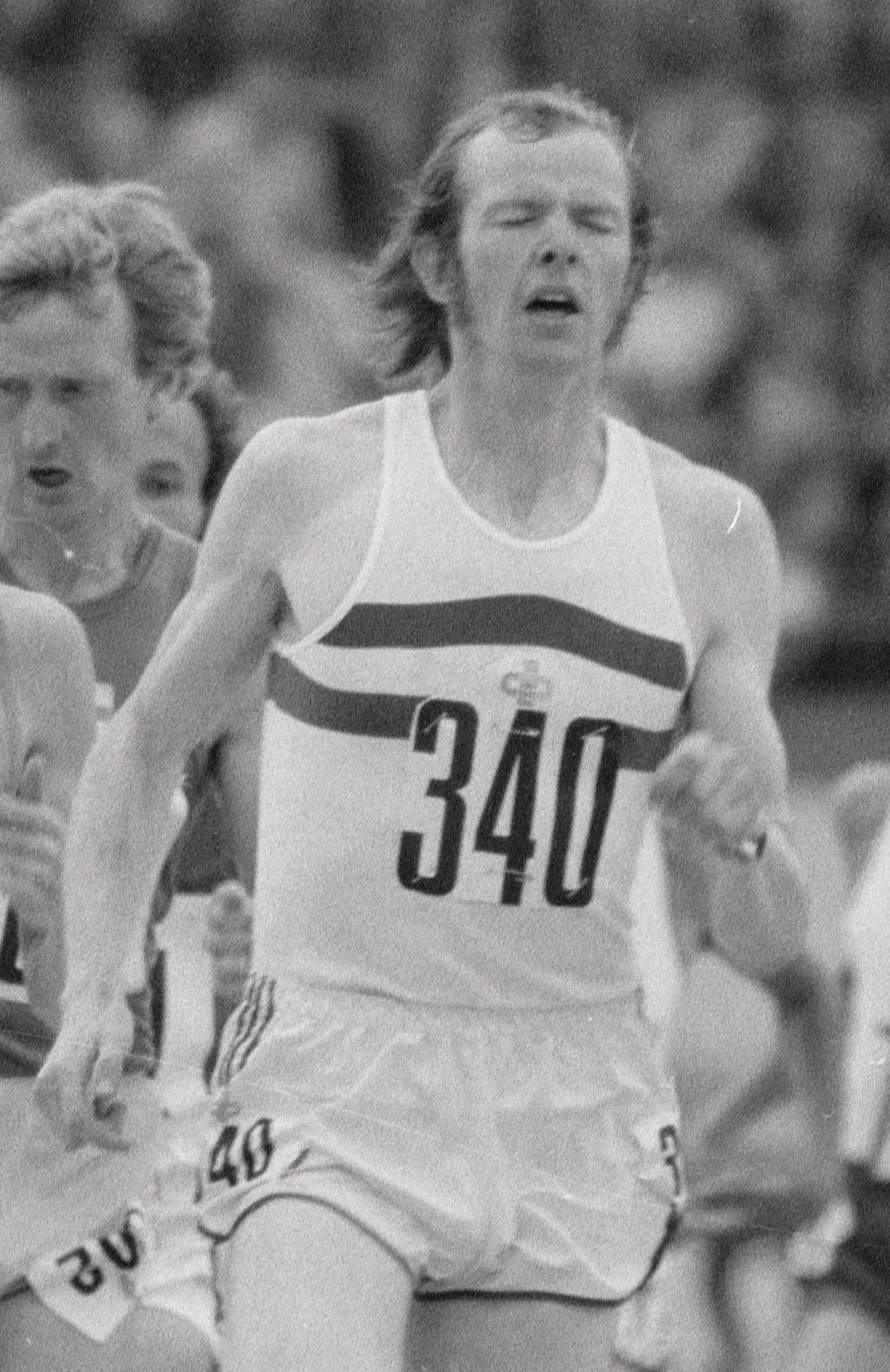
Ray Smedley (hier bei den Europameisterschaften 1974) – ausgeschieden als Neunter des zweiten Halbfinals
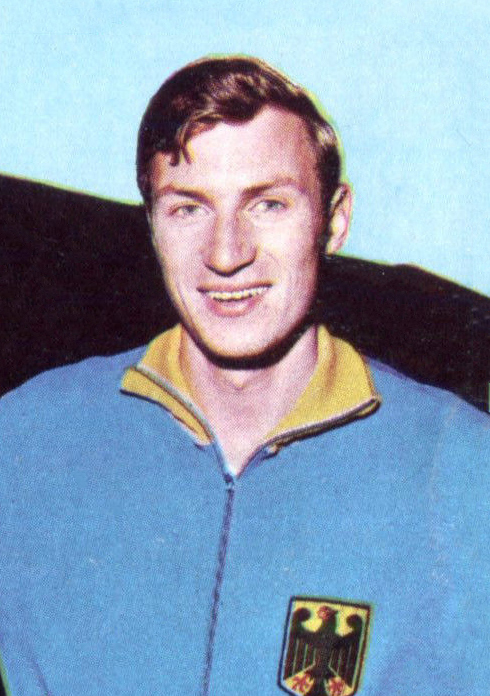
Bodo Tümmler (hier im Jahr 1968) – ausgeschieden als Zehnter des zweiten Halbfinals

| Platz | Name                | Nation         | Zeit       |
| ----- | ------------------- | -------------- | ---------- |
| 1     | Kipchoge Keino      | Kenia          | 3:41,2 min |
| 2     | Herman Mignon       | Belgien        | 3:41,7 min |
| 3     | Tony Polhill        | Neuseeland     | 3:41,8 min |
| 4     | Shibrou Regassa     | Äthiopien      | 3:41,9 min |
| 5     | Jacky Boxberger     | Frankreich     | 3:42,4 min |
| 6     | Henryk Szordykowski | Polen          | 3:42,5 min |
| 7     | Haico Scharn        | Niederlande    | 3:44,4 min |
| 8     | Pekka Päivärinta    | Finnland       | 3:45,1 min |
| 9     | Ray Smedley         | Großbritannien | 3:45,8 min |
| 10    | Bodo Tümmler        | BR Deutschland | 3:50,0 min |

### Lauf 3

Im Halbfinale ausgeschiedene Läufer (Foto: EM 1974): Henryk Szordykowski (Nr. 737) – Sechster des zweiten Halbfinals Haico Scharn (Nr. 106) – Siebter des zweiten Halbfinals Klaus-Peter Justus (Nr. 398) – Neunter des dritten Halbfinals

| Platz | Name                 | Nation         | Zeit       |
| ----- | -------------------- | -------------- | ---------- |
| 1     | Rod Dixon            | Neuseeland     | 3:37,9 min |
| 2     | Pekka Vasala         | Finnland       | 3:37,9 min |
| 3     | Brendan Foster       | Großbritannien | 3:38,2 min |
| 4     | Paul-Heinz Wellmann  | BR Deutschland | 3:38,4 min |
| 5     | Gunnar Ekman         | Schweden       | 3:39,4 min |
| 6     | Bob Wheeler          | USA            | 3:40,4 min |
| 7     | Francesco Arese      | Italien        | 3:41,1 min |
| 8     | Jean-Pierre Dufresne | Frankreich     | 3:41,6 min |
| 9     | Klaus-Peter Justus   | DDR            | 3:44,6 min |
| 10    | Gerd Larsen          | Dänemark       | 3:59,4 min |

## Finale

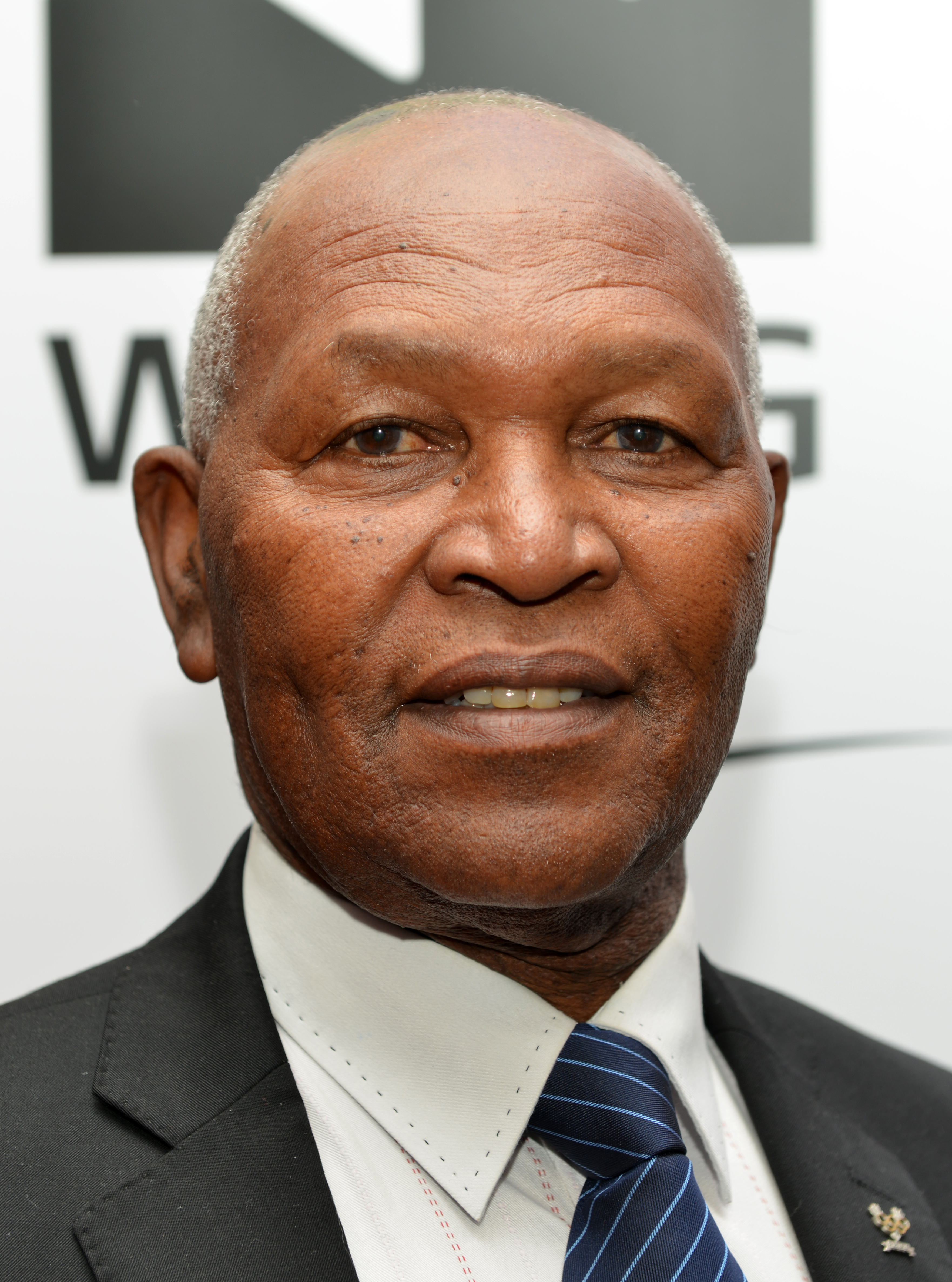
Kipchoge Keino (hier im Jahr 2014) erweiterte seine Medaillensammlung um eine weitere Silbermedaille

Datum: 10. September 1972, 15:35 Uhr
| Platz | Name                | Nation         | Zeit       |
| ----- | ------------------- | -------------- | ---------- |
| 1     | Pekka Vasala        | Finnland       | 3:36,3 min |
| 2     | Kipchoge Keino      | Kenia          | 3:36,8 min |
| 3     | Rod Dixon           | Neuseeland     | 3:37,5 min |
| 4     | Mike Boit           | Kenia          | 3:38,4 min |
| 5     | Brendan Foster      | Großbritannien | 3:39,0 min |
| 6     | Herman Mignon       | Belgien        | 3:39,1 min |
| 7     | Paul-Heinz Wellmann | BR Deutschland | 3:40,1 min |
| 8     | Wolodymyr Pantelej  | Sowjetunion    | 3:40,2 min |
| 9     | Tony Polhill        | Neuseeland     | 3:41,8 min |
| 10    | Tom Hansen          | Dänemark       | 3:46,6 min |

Der Olympiasieger von 1968 Kipchoge Keino galt als Favorit. Es gab zahlreiche weitere Medaillenanwärter, darunter waren der Neuseeländer Rodney Dixon, der Kenianer Mike Boit, über 800 Meter bereits Bronzemedaillengewinner, und der Brite Brendan Foster.
Das Tempo im Finale war anfangs nicht besonders hoch – 400 m: 1:01,4 min / 800 m: 2:01,4 min. Nach 700 Metern setzte sich Keino an die Spitze und forcierte erheblich. Das Feld blieb trotz der Tempoverschärfung zunächst noch zusammen, doch nach und nach fielen immer mehr Läufer zurück, die dritte Runde wurde in sehr schnellen 55,1 Sekunden gelaufen. Ausgangs der letzten Kurve lag Keino knapp vor dem Finnen Pekka Vasala, dahinter gab es eine Lücke. Um den dritten Platz kämpften Boit und Dixon. Der Endspurt des Finnen um Gold war zu stark für Keino. Pekka Vasala wurde Olympiasieger vor Kipchoge Keino. Rodney Dixon setzte sich gegen Mike Boit durch und gewann die Bronzemedaille. Für Keino war es nach seinem Olympiasieg über 3000 Meter Hindernis die zweite Medaille in München.
Die zweite Rennhälfte war so schnell, dass es noch sehr ansprechende Endzeiten gab. Allerdings wurde der olympische Rekord von Mexiko-Stadt nicht erreicht.

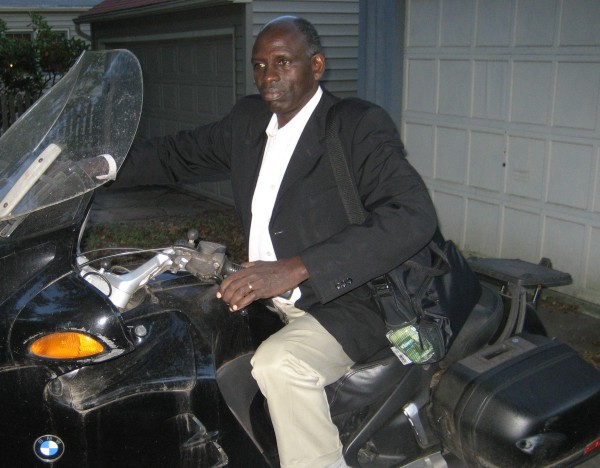
Mike Boit – Bronze über 800 Meter, Vierter über 1500 Meter
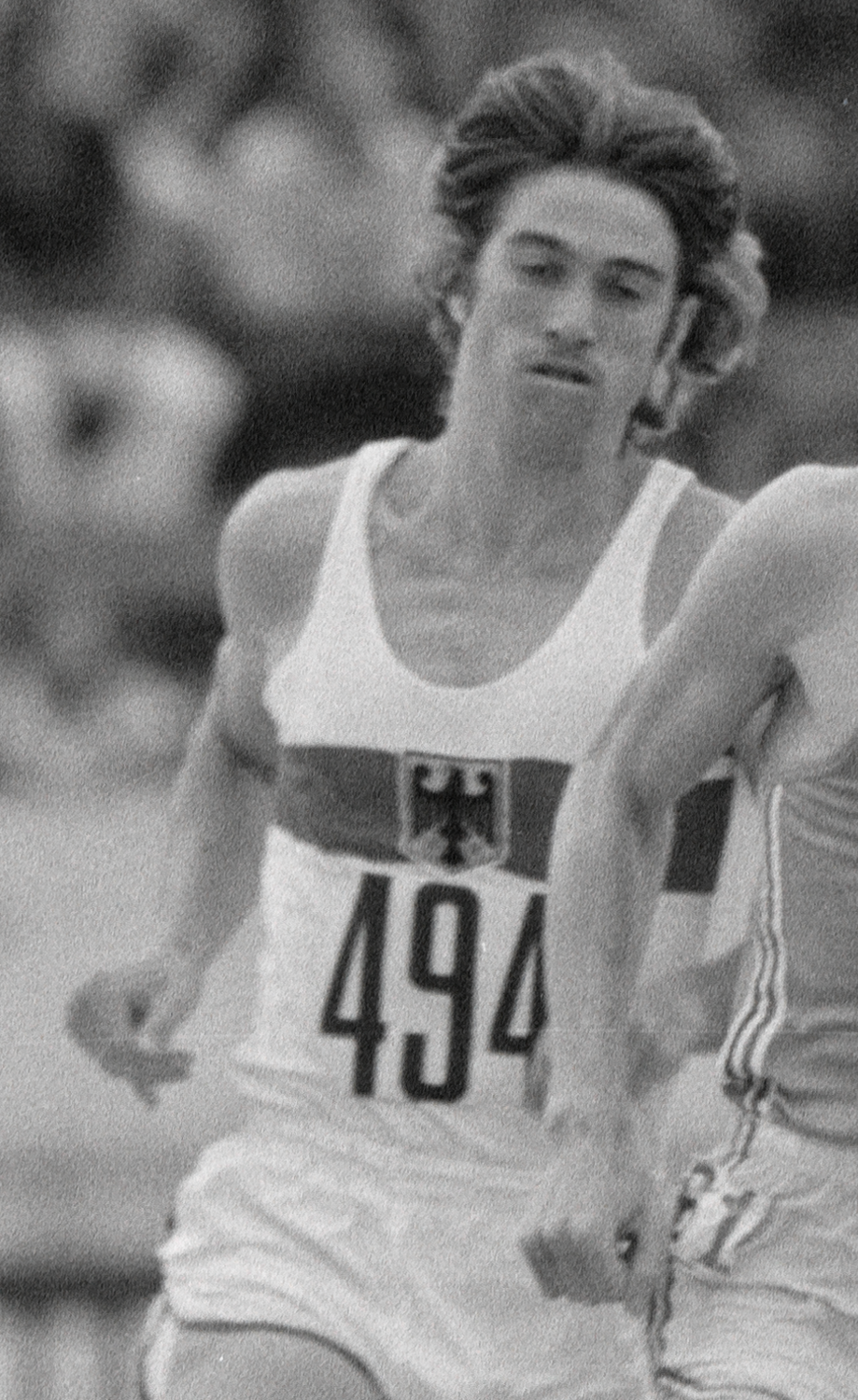
Paul-Heinz Wellmann kam auf den siebten Rang

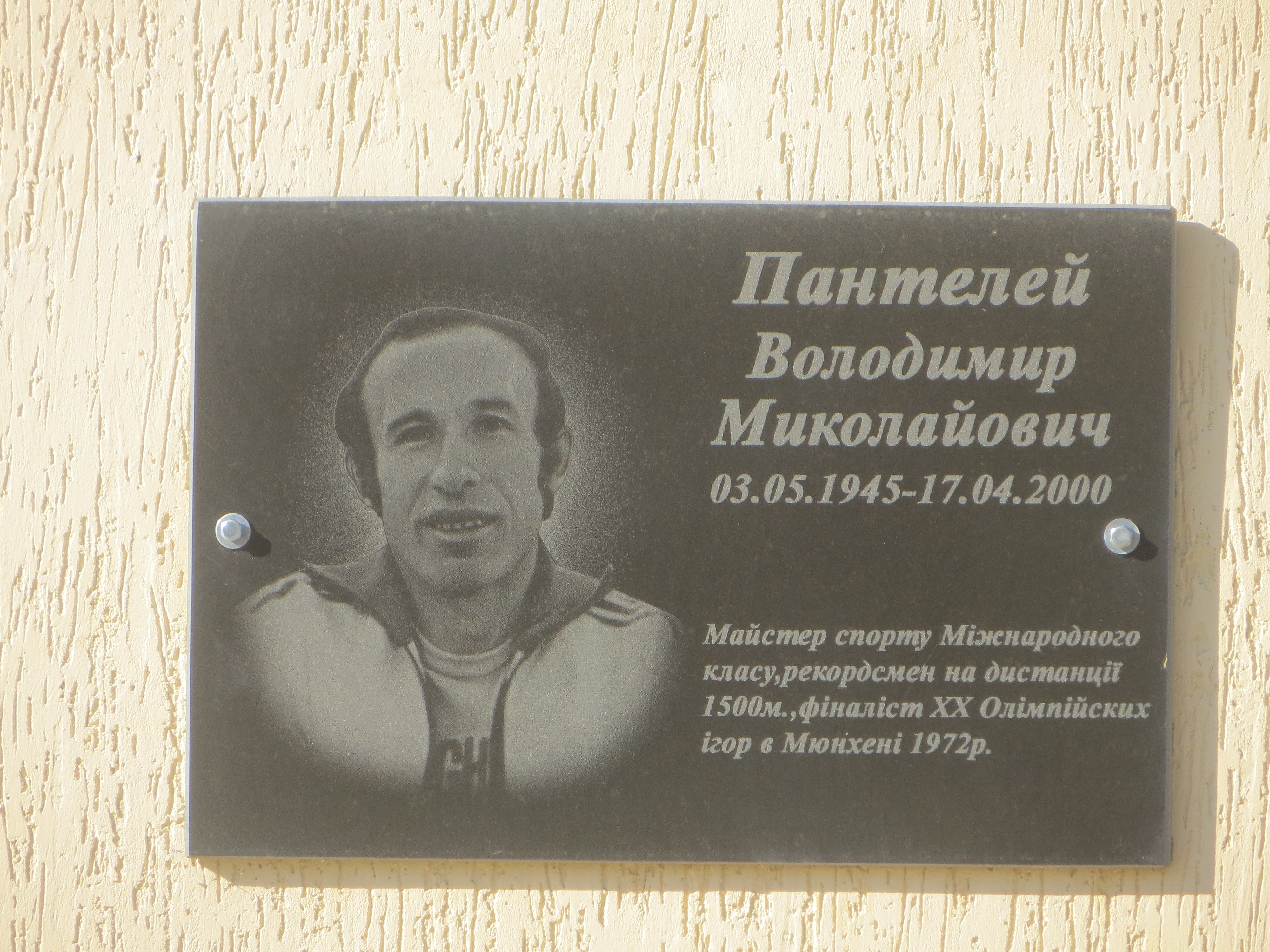
Der achtplatzierte Wolodymyr Pantelej auf einer Gedenktafel in Solotschiw, Ukraine
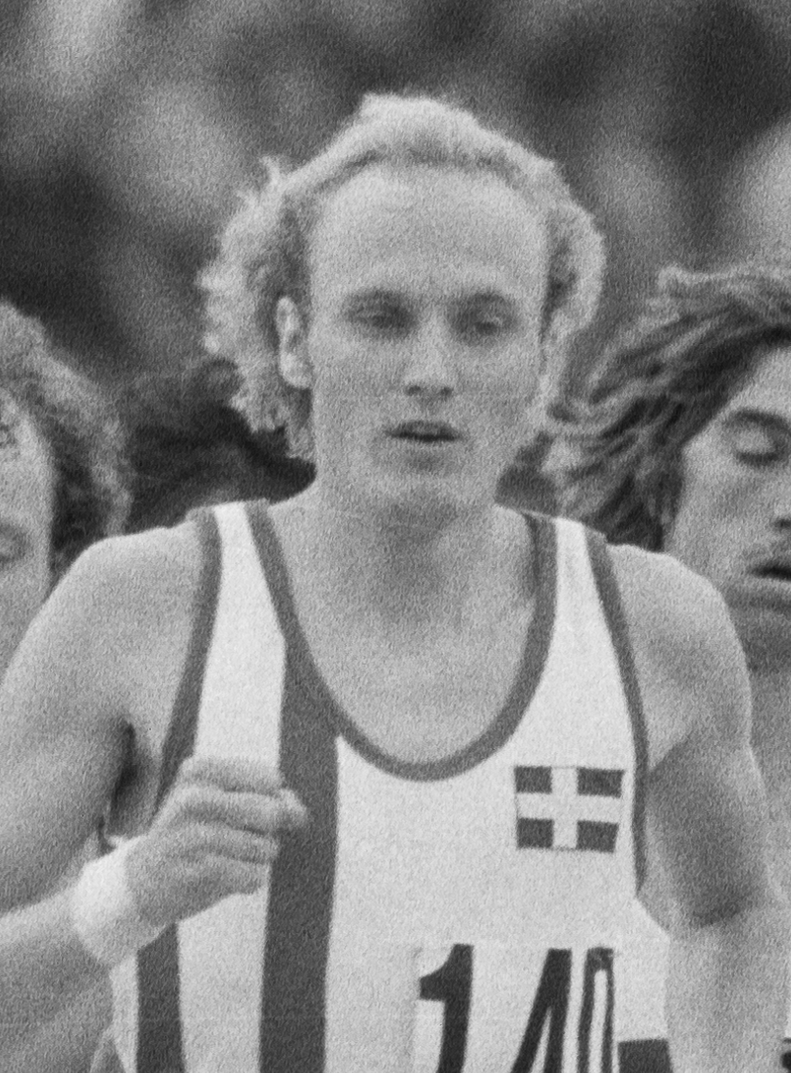
Tom Hansen erreichte im Finale Platz zwölf

## Video
- Men's 1500m - Munich 1972 - 50 fps, youtube.com, abgerufen am 18. November 2017